# 則松 (岐阜市)
則松（のりまつ）は、岐阜県岐阜市の大字・町丁。町丁部は則松一丁目から則松五丁目までが置かれている。郵便番号501-1183。

## 地理
北は秋沢、北東は佐野、東は安食、南東は村山、南は御望、南西は上西郷、西は文殊、北西は西秋沢に隣接している。

## 小字
小字は以下の通り。
- 両隅（りょうすみ）
- 出口（でぐち）
- 中ノ町（なかのまち）
- 郷境（ごうざかい）
- 西町（にしまち）
- 東町（ひがしまち）
- 穴田（あなだ）
- 宮後（みやうしろ）
- 清水（しみず）
- 刎（はね）
- 新町（しんちょう）
- 宮崎（みやざき）
- 市ノ坪（いちのつぼ）
- 犂田（からすだ）
- 前河原（まえがわら）
- 立長（たておさ）
- 西沖（にしおき）
- 横枕（よこまくら）
- 塚後（つかうしろ）
- 菱毛（ひしげ）
- 小河原（こがわら）
- 塚前（つかまえ）
- 沖ノ尻（おきのしり）
- 産女（さんめ）
- 宇田（うだ）
- 坂ノ下（さかのした）
- 尼ヶ洞（あまがぼら）
- 森前（もりまえ）
- 田戸洞（でんどぼら）
- 畦地（あぜち）
- 長洞（ながぼら）
- クゴミ（くごみ）
- 葉柳（はやなぎ）
- 豆田（まめだ）
- 観音洞（かんのんぼら）
- 炭焼（すみやき）
- 忠治洞（ちゅうじぼら）
- 竹ノ越（たけのこし）
- 大洞（おおぼら）
- 両谷寺（りょうたんじ）
- 丸山（まるやま）
- 城下（しろした）
- 権現（ごんげん）
- 洞田（ほらた）
- 刎洞（はねぼら）
- 洞田洞（ほらたぼら）
- 権現洞（ごんげんぼら）
- 丸山洞（まるやまぼら）
- 大洞谷（おおぼらだに）
- 隠洞（かげぼら）
- 折坂（おりざか）
- 素振（そぶり）
- 前ヶ平（まえがひら）
- 忠次谷（ちゅうじだに）
- 観音谷（かんのんだに）
- 長洞谷（ながぼらだに）
- 田戸谷（でんどだに）
- 森前谷（もりまえだに）
- 尼ヶ谷（あまがだに）
- 宇田洞（うだぼら）

## 歴史
江戸期は則松村であり、方県郡のうち。はじめ加納藩領、のちに旗本彦坂前田氏100石・佐野織田氏60石・則松梅村氏420石・則松山本氏373石余の知行地および大垣藩預かり地となる。村高は「慶長郷牒」1,218石余、「正保郷帳」「天保郷帳」「旧高旧領」1,258石余（うち田方1,109石余・畑方138石余・紙桑木高3石、山年貢7石余）。明治4年岐阜県に所属。同14年の戸数113・人口557（町村略誌）明治22本巣郡網代村の大字となる。

### 年表
- 1871年（明治4年） - 岐阜県に所属。
- 1889年（明治22年）4月1日 - 町村制施行し、雛倉村、則松村、秋沢村、西秋沢村、奥村が合併し本巣郡網代村発足。網代村大字則松となる。
- 1963年（昭和38年）4月1日 - 網代村が岐阜市に編入。岐阜市則松となる。

## 小・中学校の学区
市立小・中学校に通う場合、学区は以下の通りとなる。
| 地域   | 小学校             | 中学校             |
| ------ | ------------------ | ------------------ |
| 則松   | 岐阜市立網代小学校 | 岐阜市立岐北中学校 |
| 一丁目 | 岐阜市立網代小学校 | 岐阜市立岐北中学校 |
| 二丁目 | 岐阜市立網代小学校 | 岐阜市立岐北中学校 |
| 三丁目 | 岐阜市立網代小学校 | 岐阜市立岐北中学校 |
| 四丁目 | 岐阜市立網代小学校 | 岐阜市立岐北中学校 |
| 五丁目 | 岐阜市立網代小学校 | 岐阜市立岐北中学校 |

## 世帯数と人口
2018年（平成30年）4月1日現在の世帯数と人口は以下の通りである。
| 大字・丁目 | 世帯数  | 人口  |
| ---------- | ------- | ----- |
| 則松       | 48世帯  | 136人 |
| 則松１丁目 | 296世帯 | 362人 |
| 則松２丁目 | 49世帯  | 97人  |
| 則松３丁目 | 50世帯  | 157人 |
| 則松４丁目 | 20世帯  | 70人  |
| 則松５丁目 | 26世帯  | 75人  |
| 計         | 489世帯 | 897人 |

## 施設
- 岐阜刑務所
- 岐阜刑務所官舎
- 北西部体育館
- （株）タカイ商事
- 軽食しーちゃん

犬塚警察官駐留所
（株）則松工業
- 則松公民館
- 西町公民館
- 刎公民館
- 本組公民館
- 宇田公民館
- からかさ松公園
- 村山林業
- 熊野神社
- 春日神社

## 交通

### 道路
- 都道府県道
  - 岐阜県道167号金原上西郷線

### バス
- 岐阜市コミュニティバス（方県・網代地区コミュニティバス）[7]の網代ルート[8]「（折立平野総合病院） - 宇田公民館 - 則松公民館 - （さくら苑）」が運行されていたが、 2020年5月運行終了。2024年現在は事前予約制の「方県網代地区デマンド型乗合タクシー」が運行中[9]